# Can Soliva (Maçanet de la Selva)
Can Soliva és una masia desapareguda de Maçanet de la Selva (Selva) que estava inclosa a l'Inventari del Patrimoni Arquitectònic de Catalunya.

## Descripció
Edifici de planta quadrangular pràcticament destruït. Només resten dos pilars d'un antic cobert, els fonaments, un contrafort i un angle que conserva una finestra amb el marc de pedra i un xic de teulat i poques teules. L'entorn i l'interior és ple d'herbes i bardisses i als peus de les restes existeixen pedres i runes disperses.

## Història
Les primeres notícies del mas i la família Soliva són del segle xiii. El mas Soliva, des del segle xviii fou la casa pairal dels Ruscalleda, que hi va viure fins al segle xix, quan van traslladar-se a Maçanet. Des de llavors fins que s'envoltà d'edificis adossats, el 1968 (Urbanització Maçanet Residencial Park) fou ocupat per masovers.
Als anys vuitanta del segle xx, malgrat tenir part del sostre ja enfonsat, encara restaven dretes totes les parets i es conservaven llindes, marcs i muntants de pedra. La porta principal de l'edifici original era d'arc de mig punt adovellat i tenia una llinda amb la inscripció "1664" inserida en una creu amb base triangular. A més, tenia una llinda amb decoració de cercles i motllures amb arcuacions similars a les d'altres cases i masos de Maçanet.
Ha sofert un deteriorament progressiu potenciat des dels anys seixanta i setanta.